# Afrogarypus
Genre
Afrogarypus est un genre de pseudoscorpions de la famille des Geogarypidae.

## Distribution
Les espèces de ce genre se rencontrent en Afrique subsaharienne.

## Liste des espèces
Selon Pseudoscorpions of the World (version 3.0) :
- Afrogarypus basilewskyi (Beier, 1962)
- Afrogarypus curtus (Beier, 1955)
- Afrogarypus excelsus (Beier, 1964)
- Afrogarypus impressus (Tullgren, 1907)
- Afrogarypus intermedius (Beier, 1955)
- Afrogarypus monticola (Beier, 1955)
- Afrogarypus plumatus (Mahnert, 1982)
- Afrogarypus pseudocurtus (Mahnert, 1982)
- Afrogarypus senegalensis (Balzan, 1892)
- Afrogarypus seychellesensis (Beier, 1940)
- Afrogarypus stellifer (Mahnert, 1982)
- Afrogarypus subimpressus (Beier, 1955)
- Afrogarypus sulcatus (Beier, 1955)
- Afrogarypus zonatus (Beier, 1959)

et décrites ou placées depuis :
- Afrogarypus carmenae Neethling & Haddad, 2017
- Afrogarypus castigatus Neethling & Haddad, 2017
- Afrogarypus megamolaris Neethling & Haddad, 2017
- Afrogarypus minutus (Tullgren, 1907)
- Afrogarypus purcelli (Ellingsen, 1912)
- Afrogarypus quadrimaculatus Mahnert, 2007
- Afrogarypus robustus (Beier, 1947)
- Afrogarypus triangularis (Ellingsen, 1912)

## Publication originale
- Beier, 1931 : Neue Pseudoscorpione der U. O. Neobisiinea. Mitteilung aus dem Zoologischen Museum in Berlin, vol. 17, p. 299-318.